# Juan G. Sanguin
Juan G. Sanguin (1933 – 7 gennaio 2006) è stato un astronomo argentino.
È stato responsabile per più di 25 anni dei programmi di ricerca sui corpi minori del sistema solare presso il Complesso astronomico El Leoncito (Complejo Astronómico El Leoncito, CASLEO), nella provincia di San Juan, in Argentina, collaborando con Carlos Cesco.
È noto per aver scoperto la cometa periodica 92P/Sanguin, il 15 ottobre 1977, dal complesso astronomico El Leocinto.
Gli è dedicato l'asteroide 5081 Sanguin.